# Hauptgebäude der Universität Bern

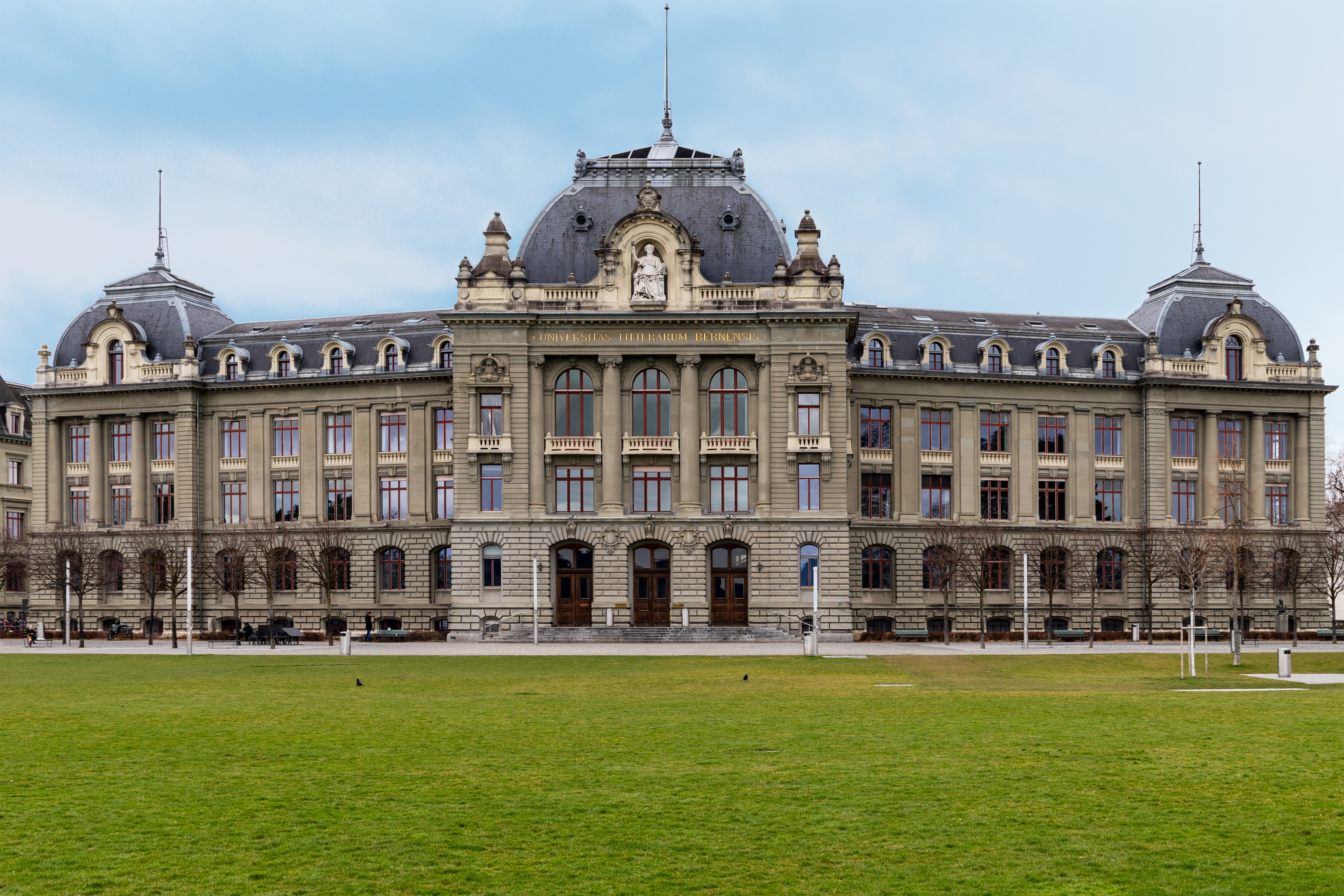
Hauptgebäude der Universität Bern, 2019

Hauptgebäude der Universität Bern, um 1909

Das Hauptgebäude der Universität Bern an der Hochschulstrasse 4 in Bern wurde am 4. Juni 1903 eingeweiht und ist bis heute der zentrale Bau der Universität Bern.
Die alte Universität hatte die Bauten des in der Reformation 1528 aufgelösten Barfüsserklosters oben an der Herrengasse, südlich der heute noch bestehenden Zentralbibliothek benutzt. 1897 machte die Stadt für diese Bauten ein grosszügiges Kaufangebot, da man hier ein neues Casino, das heutige Kultur Casino, bauen wollte. Dies da das alte Casino dem Bundeshaus hatte weichen müssen. 
Die Kosten für den Bau des neuen Hauptgebäudes der Universität Bern auf der Grossen Schanze beliefen sich auf insgesamt 1,2 Millionen Schweizer Franken (700'000 wurden von der Stadt Bern und 500'000 vom Kanton Bern beigesteuert).
Die Architekten Alfred Hodler und Eduard Joos gewannen mit ihrem Projekt den Wettbewerb für das neue Hauptgebäude. Ihr Projekt ist eines der letzten grossen Repräsentativbauten Berns in der Tradition des 19. Jahrhunderts. Ein wuchtiger überkuppelter Mittelpavillon tritt als Hauptakzent des Gebäudes hervor, vier kleinere Pavillons an den Ecken und Enden der L-förmigen Flügel nehmen das Pavillon-Motiv auf und gliedern den komplexen Baukörper, der auf der Seite des Quartiers einen Hof umfasst. Die Hauptfassade zur Stadt zeichnet sich durch ihre aufwendige Sandsteinverkleidung mit grob rustiziertem Kellersockel, Hochparterre mit Polsterquaderung und zwei mit Kolossalsäulenordnung vereinheitlichten Obergeschossen aus. Dem gewichtigen Mittelpavillon ist eine üppig ausgestattete Attika aufgesetzt, von wo aus der gestrenge Blick der Wissenschaft (eine allegorische Marmorstatue) über alle wacht, die da ein und aus gehen. 
Der repräsentative Teil des Inneren beginnt mit einem zweiarmigen Treppenhaus, im Zentrum des Gebäudes befindet sich die kostbar ausstuckierte Aula. Zur festlichen Gehobenheit des Mittelpavillons stehen die Flügel in starkem Kontrast. Im Hinblick auf das Jubeljahr 1984 (150 Jahre Universität) wurde das Hauptgebäude behutsam modernisiert. Im Untergrund des Hofes entstand in der Folge die neue Bibliothek der Juristischen Fakultät. 